# Scale (Herbert Album)
Scale è un album in studio del musicista elettronico britannico Matthew Herbert. È stato pubblicato tramite Studio! K7il 29 maggio 2006
Secondo le note di copertina, 635 oggetti sono stati usati per creare l'album. Questi includono strumenti tradizionali, come violini e chitarre, nonché altri oggetti, come cereali per la colazione, pompe di benzina e bare.
Metacritic, che assegna un punteggio medio ponderato su 100 alle recensioni dei critici tradizionali, ha dato a Scale un punteggio medio dell'81% sulla base di 20 recensioni, indicando "consensi universali". 
Pitchfork ha inserito la Scala al numero 35 nell'elenco "I 50 migliori album del 2006".. Something Isn't Right è stato classificato al numero 17 della lista "Top 100 Tracks of 2006" di Pitchfork.

## Tracce
1. Something Isn't Right – 3:45
2. The Movers and the Shakers – 5:53
3. Moving Like a Train – 5:53
4. Harmonise – 5:39
5. We're in Love – 4:43
6. Birds of a Feather – 5:05
7. Those Feelings – 4:23
8. Down – 6:12
9. Movie Star – 4:14
10. Just Once – 6:15
11. Wrong – 1:02